# Pentatlo moderno nos Jogos Pan-Americanos de 1955
As competições de pentatlo moderno nos Jogos Pan-Americanos de 1955 foram realizadas na Cidade do México, México. Esta foi a segunda edição do esporte nos Jogos Pan-Americanos, tendo sido disputado apenas entre os homens.

## Resultados

### Masculino
| Resultados | Ouro                     | Prata                          | Bronze                |
| Individual | José Pérez Mier · México | Edgard O'Hare · Estados Unidos | David Romero · México |
| Equipes    | MEX México               | USA Estados Unidos             | CHI Chile             |

## Quadro de medalhas
| Posição | Nação              |   |   |   | Total |
| ------- | ------------------ | - | - | - | ----- |
| 1       | MEX México         | 2 | 0 | 1 | 3     |
| 2       | USA Estados Unidos | 0 | 2 | 0 | 2     |
| 3       | CHI Chile          | 0 | 0 | 1 | 1     |
| Total   | Total              | 2 | 2 | 2 | 6     |